# Čifluk (Republika Serbska)
Čifluk (cyr. Чифлук) – wieś w Bośni i Hercegowinie, w Republice Serbskiej, w gminie Šipovo. W 2013 roku liczyła 682 mieszkańców.